# Yelva Vermehren
Yelva Petrea Sophie Vermehren, född 13 februari 1878 i Helsingborg, död okänt år, var en svensk-dansk målare.
Hon var dotter till grosshandlaren Johan Carl Emil Bock och Nanna Oline Christiane Augustinus. Hon gifte sig 1901 med den danske konstnären Sophus Vermehren men äktenskapet upplöstes vid en skilsmässa. Hon studerade vid Voss tegneskole, Wermehrens konstskola i Köpenhamn och vid Teknisk Skole i Odense samt för Valdemar Irminger vid Det Kongelige Danske Kunstakademi 1905–1910. Separat ställde hon ut i Köpenhamn 1914 och hon medverkade i Charlottenborgsutställningarna 1912–1914 samt Novemberudstillingen i Köpenhamn 1927 och 1930. Hennes konst består uteslutande av blomsterstilleben.